# 三増紋也
三増 紋也（みます もんや）は、落語家・曲独楽師の名跡。初代と2代目は三升 紋弥の漢字表記を使用。
- 初代三友亭→三升紋弥 - 後の三升家紋右衛門。

## 2代目
2代目三升 紋弥（みますや もんや、本名：細野 春吉、1894年1月18日 - 1942年7月22日）
芸界入り前後の活動等不明。既に1910年の三友派の出番表に三升家紋右衛門の門下で小紋の名がある。つまり十代半ばで芸の世界に入っていることになる。
若い頃は落語をやっていたが上方落語の衰亡の危機で色物に転じ音曲、曲独楽や槌家万治との曲毬の相高座などで売った。
大正に入って大八会の結成に参加し大幹部の位置で所属し美音の鶯の谷渡りで「後家殺し」と喝采を受けていた。
大正の末には2代目紋弥を襲名後は上京し東京で晩年を過ごした。弟子には花月亭九里丸、三升小三、実の子の3代目紋也がいる。

## 3代目
3代目三増 紋也（みます もんや、本名：細野 春次、1925年1月17日 - 2011年7月26日）は、伝統演芸・三増流江戸曲独楽の曲独楽師。
大阪市天王寺生まれ、父は2代目紋弥で父の元で曲独楽の修行をし1942年小紋の名で初高座。1950年に紋也を継ぐ。国内だけでなく海外公演もこなす。舞踊家でもあり10代目岩井半四郎の父・花柳寿太郎の弟子で花柳弥寿郎（花柳彌壽郎）の名を持つ。
受賞歴：1977年文化庁芸術祭団体優秀賞受賞、1980年都民芸能文化賞受賞、1981年芸術功労賞受賞
弟子には3代目三増小紋（現在の4代目紋也、長女）、三増紋子（マジシャンの花島世津子）、三増紋之助（元コントのくろまにょん・ちぇん　のちぇん）、三増巳也(漫談家・一人オーケストラ芸の源氏太郎の長女)、三増左紋（ジャグラーのマサヒロ水野、神楽師・倉谷仙太郎）三増右紋、三増れ紋、三増紋右衛門（元ジャグラーのキシタカ）、等がいる。
2011年7月26日、肺炎のため死去。86歳没。

## 4代目
4代目（当代）三増 紋也（みます もんや、本名：木村 笑世、1950年9月23日 - ）は、伝統演芸・三増流江戸曲独楽の曲独楽師。
3代目三増紋也の長女。子供の頃より父の舞台を見て、江戸独楽の美しさに憧れ、中学校卒業後、父紋也の弟子として入門。
独楽の稽古と共に舞台の所作のため日本舞踊の稽古もする。高校卒業と同時に3代目小紋を襲名。5年後には3代目紋也の後見を勤める様になる。
家庭の事情により10年舞台を遠ざかるが、舞台の魅力が忘れられず1990年に復帰し、紋也・小紋の父娘コンビで息の合った芸を見せていた。
3代目の1周忌を期に「4代目三増紋也」を襲名。この襲名は父である3代目の遺言であった。自身は固辞し続けたが、同一門と後見人の方々の後押しで2012年10月に4代目紋也を襲名した。
円熟した芸と軽妙な語り口調で、笑いあり、緊張感ありの舞台は評判を呼んでいる。
伝統芸能である江戸曲独楽を、内輪だけに納まらないよう、門下生と共に積極的にカルチャー教室、学校公演、被災地、高齢者施設等で披露して継承と後継者の指導・普及に努めている。
海外公演でも、国際交流基金の文化親善大使としてトルコ、エジプト、ハワイホノルルフェッシバル等「声がかかれば何処でも」出向いている。
父であり師匠でもある3代目紋也のからの家訓「継続は力なり」の言葉を常に噛み締めながら舞台に立ち続けている。